# L'Oristeo
L'Oristeo è un dramma per musica in un prologo e tre atti di Francesco Cavalli su libretto di Giovanni Faustini. L'opera venne rappresentata per la prima volta durante il carnevale del 1651 in occasione dell'inaugurazione del Teatro Sant'Apollinare di Venezia. 
Quest'opera contiene il primo esempio di aria col da capo, "Udite amanti", cantata da Corinta. 